# National-socialisme autrichien
Le national-socialisme autrichien est un ancien mouvement pangermaniste créé au début du vingtième siècle. Il se concrétise le 15 novembre 1903 avec la fondation du Deutsche Arbeiterpartei in Österreich (DAP) - Parti allemand des travailleurs en Autriche -, dont le secrétariat est établi à Aussig — aujourd'hui Usti nad Labem en République tchèque —. Son successeur, le Deutsche Nationalsozialistische Arbeiterpartei (DNSAP) — Parti allemand national-socialiste du travail —, est interdit par le chancelier Engelbert Dollfuss début 1933. Il poursuit cependant ses activités dans la clandestinité et joue un rôle important dans le cadre de l'Anschluss. Après celui-ci, il est absorbé par le NSDAP.

## Origines
En 1893 Franko Stein et Ludwig Vogel fondent le Deutschnationaler Arbeiterbund (signifiant approximativement Ligue des travailleurs nationale allemande). Il regroupe des travailleurs, des apprentis et des membres des syndicats des chemins de fer, des mines et de l'industrie textile qui adhèrent au discours nationaliste, notamment en raison de conflits avec des ouvriers non germanophones, en particulier dans le secteur des chemins de fer. En 1899, Stein organise un congrès des travailleurs à Eger et promulgue un programme en vingt-cinq points.
Un second congrès se déroule à Saaz en avril 1902. Lors d'une réunion à Aussig, le 15 novembre 1903 le mouvement change de nom et adopte l'appellation de Deutsche Arbeiterpartei in Österreich (DAP).

## DNSAP
Lors du congrès du parti à Vienne en mai 1918, le DAP change de nom ; il devient le Deutsche Nationalsozialistische Arbeiterpartei (DNSAP) — Parti des travailleurs national-socialiste allemand —. Le politicien Rudolf Jung (de), personnalité influente et idéologue du parti, est le principal rédacteur du nouveau programme politique qui entend lutter pour « la réunion de tous les territoires peuplés d'Allemands en Europe dans un Reich social allemand », pour « protéger la germanité à l'étranger », contre le capital, les Juifs et le marxisme.
Le DNSAP se divise en deux factions en 1923, le Deutschsozialer Verein für Österreich (Association allemande sociale), dirigée par Walter Riehl, et le Schulz-Gruppe de Karl Schulz. Après 1930, la plupart des membres du DNSAP soutiennent le parti nazi allemand, dirigé par Adolf Hitler, d'origine autrichienne. Le DNSAP joue un rôle clé dans le processus politique qui mène à l'Anschluss.